# Błękit tymolowy
Błękit tymolowy – organiczny związek chemiczny z grupy pochodnych trifenylometanu, chemiczny wskaźnik pH, który przybiera barwę od czerwonej do żółtej w zakresie pH 1,2–2,8 i od żółtej do niebieskiej w zakresie pH 8,0–9,6.
Dwa zakresy zmiany barwy tego wskaźnika związane są z dwoma etapami jego dysocjacji.

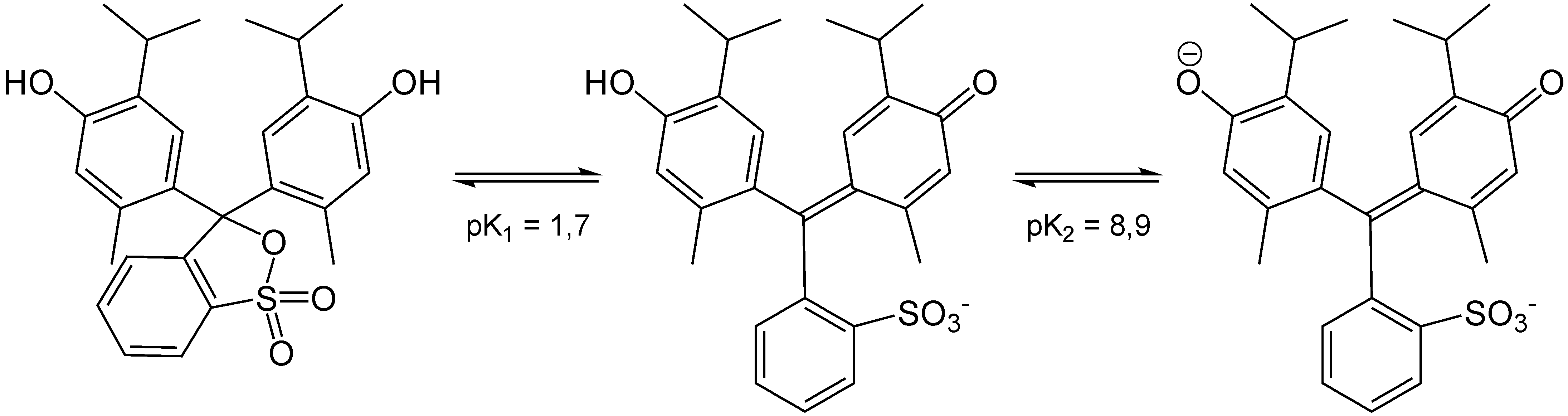
Struktury trzech form błękitu tymolowego: forma niezdysocjowana i dwie formy anionowe

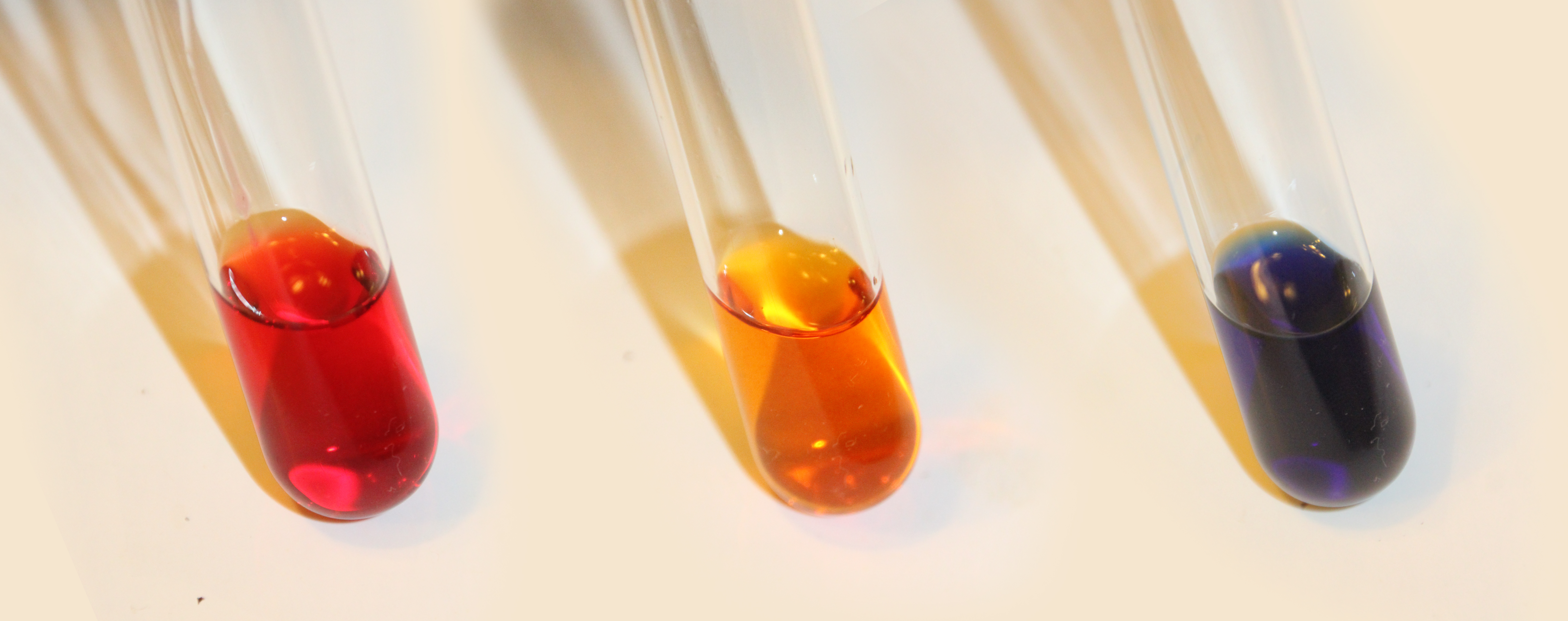
Barwy błękitu tymolowego, w zależności od środowiska (od lewej): kwaśne, obojętne i zasadowe

W praktyce laboratoryjnej jako indykator kwasowo-zasadowy stosowany jest w postaci roztworu o składzie: 0,1 g błękitu tymolowego + 21,5 cm³ 0,01 mol/dm³ NaOH + 228,5 cm³ wody.